# Nove (Fernsehsender)
Nove, vormals Rete A (1983–2004), All Music (2004–2009) und Deejay TV (2009–2016), ist ein italienischer Fernsehsender. Der Sender nahm am 9. November 2009 den Sendebetrieb zunächst im freien Satellitenfernsehen auf; 2003 wurde er Teil des Pay-TVs von Sky Italia. Er behielt dabei den Programmverlauf. Seit dem 9. November 2009 ist der Sender wieder gratis zu empfangen, nachdem der Sender All Music am 19. November 2009 den Betrieb eingestellt hatte. Während dieser Zeit sendete man Werbung für den neuen Sender und Musikvideos. Um den Sender beim Pay-TV Sky zu ersetzen, wurde der Sender MyDeejay hinzugefügt.
Nove ist ein Vollprogramm und überträgt sein Programm 24 Stunden lang. Der Sender ist auf Sky, seit Februar 2010 bei Tivù Sat, als Webstream sowie über Satellit frei zu empfangen.
Seit dem 23. Januar 2010 strahlt Nove sein Programm im Seitenverhältnis 16:9 aus, wobei das Signal weiterhin in 4:3 vorliegt.